# 丙酮酸激酶

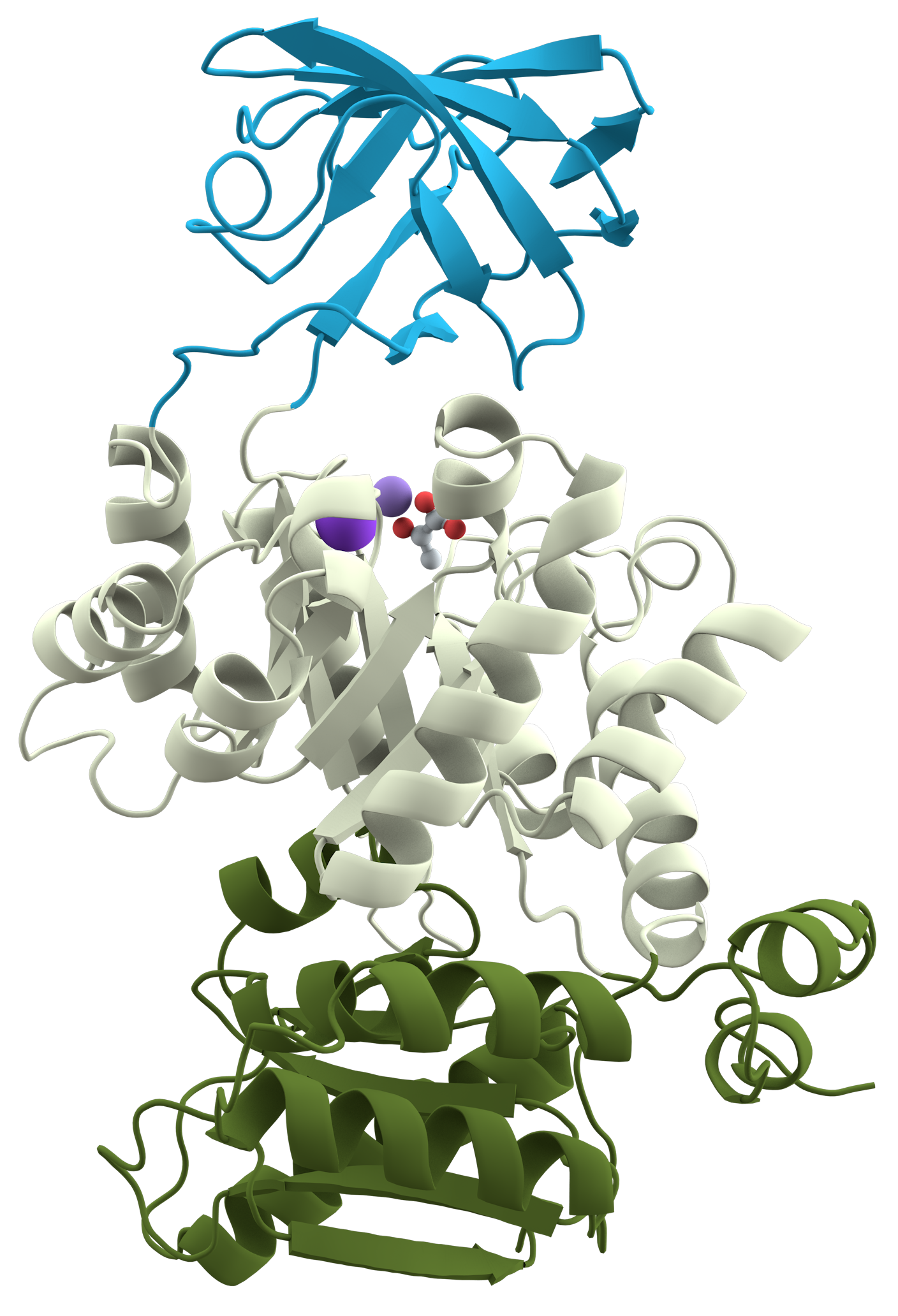
丙酮酸激酶的三个结构域以不同的颜色显示

丙酮酸激酶（英語：Pyruvate kinase，EC 2.7.1.40）是糖酵解过程中的一类酶，催化磷酸基团从磷酸烯醇式丙酮酸（PEP）转移到ADP的反应，生成一分子丙酮酸和一分子ATP.

## 反应
丙酮酸激酶所催化的反应为
反应需要镁离子作为辅因子。

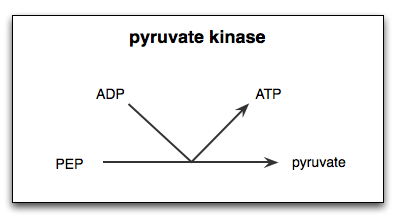

这步反应是有氧状态下糖酵解途径的最后一步，生成终产物丙酮酸，但在无氧条件下，丙酮酸会继续发酵生成乳酸或酒精+二氧化碳。